# Tashkent Open 2003
Tashkent Open 2003 — жіночий тенісний турнір, що проходив на відкритих кортах з твердим покриттям у Ташкенті (Узбекистан). Належав до турнірів 4-ї категорії в рамках Туру WTA 2003. Турнір відбувся вп'яте і тривав з 6 до 12 жовтня 2003 року. Четверта сіяна Вірхінія Руано Паскуаль здобула титул в одиночному розряді й отримала 22 тис. доларів США.

## Фінальна частина

### Одиночний розряд
Вірхінія Руано Паскуаль —  Обата Саорі, 6–2, 7–6(7–2)
- Для Руано Паскуаль це був 1-й титул в одиночному розряді за сезон і 3-й (останній) - за кар'єру.

### Парний розряд
Юлія Бейгельзимер /  Тетяна Пучек —  Лі Тін /  Тетяна Пучек, 6–3, 7–6(7–0)